# 长沙通程控股
长沙通程控股（简称：通程控股；深交所：000419）为一家办公注册于湖南省长沙市的上市股份制公司，主营商贸、旅游酒店产业。2010年，公司营业收入373,434.10万元，净利润10,535.90万元。公司注册与办公地点位于长沙市劳动西路589号。
长沙通程控股为1996年以长沙东塘百货大楼(原企业)为龙头，与长沙通信发展总公司、长沙市自来水公司、长沙电业局和湘江宾馆有限公司共同发起，在全资改组原企业的基础上募集设立的股份有限公司；1996年8月16日于深圳证券交易所上市交易。到2010年12月31日，公司总股本扩展至35,101.63万股，总资产318,736.45万元。